# (7089) 1992 FX1
A (7089) 1992 FX1 a Naprendszer kisbolygóövében található aszteroida. Ueda Szeidzsi és Kaneda Hirosi fedezte fel 1992. március 23-án.